# شغل (فیلم ۱۹۱۵)
شغل (انگلیسی: Work) فیلمی به کارگردانی چارلی چاپلین است که در سال ۱۹۱۵ منتشر شد. از بازیگران آن می‌توان به چارلی چاپلین، ادنا پرواینس و لئو وایت اشاره کرد.